# Noël avec Nicole Martin
Albums de Nicole Martin
Laisse-moi partir Laissez-moi chanter
Noël avec Nicole Martin est le 10e album studio de Nicole Martin. L'album est sorti en 1979 chez Disques Martin et est certifié « disque triple platine » peu après sa parution, pour la vente de plus de 300 000 exemplaires.

## Liste des titres
| No  | Titre                            | Paroles                         | Musique                                 | Durée |
| --- | -------------------------------- | ------------------------------- | --------------------------------------- | ----- |
| 1.  | Joyeux Noël                      | Mel Tormé et Robert (Bob) Wells | Mel Tormé et Robert (Bob) Wells         | 2 :59 |
| 2.  | C’est la nuit de Noël            | Anny Versini                    | Jean-Marc Versini                       | 3 :40 |
| 3.  | Au royaume du Bonhomme Hiver     | D. Smith                        | F. Bernard                              | 2 :15 |
| 4.  | Petit Papa Noël                  | Raymond Vincy                   | Henri Martinet                          | 4 :49 |
| 5.  | Glory Glory Alleluia             | Traditionnel                    | Traditionnel                            | 3 :38 |
| 6.  | Noël blanc                       | Francis Blanche                 | Irving Berlin                           | 3 :17 |
| 7.  | On oublie quelquefois de s’aimer | Pierre Delanoë                  | Traditionnel                            | 4 :00 |
| 8.  | Sainte Nuit                      | Joseph Mohr                     | Franz Xaver Gruber                      | 3 :56 |
| 9.  | Minuit, chrétiens                | Placide Cappeau                 | Adolphe Adam                            | 3 :48 |
| 10. | Ave Maria (de Gounod)            | Traditionnel                    | Charles Gounod et Johann Sebastian Bach | 3 :08 |

## Singles extraits de l'album
- Glory Glory Alleluia
- Au royaume du Bonhomme Hiver
- Joyeux Noël

## Autres informations - Crédits
- Producteur : Yves Martin
- Enregistrement, ingénieur du son : Pierre Tessier
- Direction musicale : Jerry De Villiers
- Arrangements et orchestre : Jerry De Villiers, Richard Ferland, Jacques Laflèche
- Supervision musicale : Bernard Brien
- Graphisme : Steven Takach
- Photographies : Daniel Poulin